# Boivinellinae
Boivinellinae je podtribus trava u tribusu, Paniceae, dio potporodice Panicoideae. Postoji 18 priznatih rodova.
Podtruibus je dobio ime po rodu Boivinella A. Camus, sinonim za  Cyphochlaena.

## Rodovi
1. Acroceras Stapf (18 spp.)
2. Alloteropsis J. Presl (5 spp.)
3. Amphicarpum Raf. (2 spp.)
4. Pseudechinolaena Stapf (5 spp.)
5. Cyphochlaena Hack. (2 spp.)
6. Poecilostachys Hack. (15 spp.)
7. Oplismenus P. Beauv. (7 spp.)
8. Cyrtococcum Stapf (14 spp.)
9. Entolasia Stapf (6 spp.)
10. Lasiacis (Griseb.) Hitchc. (15 spp.)
11. Mayariochloa Salariato, Morrone & Zuloaga (1 sp.)
12. Parodiophyllochloa Zuloaga & Morrone (6 spp.)
13. Morronea Zuloaga & Scataglini (6 spp.)
14. Pseudolasiacis (A. Camus) A. Camus (3 spp.)
15. Microcalamus Franch. (1 sp.)
16. Chasechloa A. Camus (2 spp.)
17. Ottochloa Dandy (3 spp.)
18. Echinochloa P. Beauv. (41 spp.)